# Санта-Крус-да-Байша-Верди
Санта-Крус-да-Байша-Верди (порт. Santa Cruz da Baixa Verde) — муниципалитет в Бразилии, входит в штат Пернамбуку. Составная часть мезорегиона Сертан штата Пернамбуку. Входит в экономико-статистический микрорегион Пажеу. Население составляет 12 096 человек (2008 год). Занимает площадь 90 км².
Праздник города — 1 октября.

## История
Город основан в 1991 году.